# Rajon Mukatschewo
Der Rajon Mukatschewo (ukrainisch Мукачівський район/Mukatschiwskyj rajon; russisch Мукачевский район/Mukatschewski rajon) ist eine Verwaltungseinheit im äußersten Westen der Ukraine und gehört zur Oblast Transkarpatien.
Er entstand im Rahmen der administrativ-territorialen Reform im Jahr 2020 auf dem Gebiet der aufgelösten Rajone Mukatschewo und Wolowez, dem Großteil des Rajons Swaljawa, einem kleinen Teil des Rajons Irschawa sowie der bis Juli 2020 unter Oblastverwaltung stehenden Stadt Mukatschewo.

## Geographie
Der Rajon liegt im Westen der Oblast Transkarpatien. Er grenzt im Norden an die Rajone Sambir und Stryj in der Oblast Lwiw, im Osten an den Rajon Chust, im Süden an den Rajon Berehowe und im Westen an den Rajon Uschhorod.
Die Waldkarpaten prägen bis auf die Theißebene im Süden die Landschaft. Der Fluss Latoryzja durchfließt den Rajon.

## Administrative Gliederung
Auf kommunaler Ebene ist der Rajon in 13 Hromadas (2 Stadtgemeinden, 4 Siedlungsgemeinden und 7 Landgemeinden) unterteilt, denen jeweils einzelne Ortschaften untergeordnet sind.
Zum Verwaltungsgebiet gehören:
- 2 Städte
- 4 Siedlungen städtischen Typs
- 136 Dörfer

Die Hromadas sind im Einzelnen:
- Stadtgemeinde Mukatschewo
- Stadtgemeinde Swaljawa
- Siedlungsgemeinde Koltschyno
- Siedlungsgemeinde Schdenijewo
- Siedlungsgemeinde Tschynadijowo
- Siedlungsgemeinde Wolowez
- Landgemeinde Horonda
- Landgemeinde Iwaniwzi
- Landgemeinde Nelipyno
- Landgemeinde Nyschni Worota
- Landgemeinde Poljana
- Landgemeinde Werchnij Koropez
- Landgemeinde Welyki Lutschky